# Hikmet Çiftçi
Hikmet Çiftçi  (* 10. März 1998 in Neuss) ist ein türkisch-deutscher Fußballspieler.

## Karriere

### Verein
Im Alter von acht Jahren wechselte Çiftçi vom FSV Vatan Neuss in die Jugend des 1. FC Köln. Mit der B-Jugend des Vereins stand er 24 Mal in der U17-Bundesliga auf dem Platz, erzielte vier Tore und bereitete drei weitere vor. Für die Kölner U19 spielte der Mittelfeldspieler achtzehnmal konnte zwei Tore erzielen sowie fünf weitere vorbereiten. Von 2016 bis 2019 spielte er in der zweiten Mannschaft des 1. FC Köln. Er schoss in dieser Zeit vier Tore.
Im Sommer 2019 wechselte Çiftçi zum Zweitligisten FC Erzgebirge Aue. Er unterschrieb einen Vertrag bis 2022. Çiftçi wurde erstmals am dritten Spieltag der Saison 2019/20 gegen Arminia Bielefeld eingewechselt und absolvierte so sein erstes Spiel in einer Profiliga. Neben einem Spiel im DFB-Pokal blieb es sein einziger Pflichtspieleinsatz für Aue.
Der Drittligist 1. FC Kaiserslautern verpflichtete den Mittelfeldspieler zur Rückrunde der Saison 2019/20 und stattete ihn mit einem bis Juni 2022 gültigen Vertrag aus, der später noch einmal verlängert wurde. Beim FCK war er bis zum Saisonende 2021/22 Stammspieler, musste aber zum Ende der Saison 2020/21 und in der Hinrunde der folgenden Saison jeweils längere Zeit wegen Verletzungen pausieren. 2022 stieg er mit der Mannschaft in die 2. Bundesliga auf. In der folgenden Zweitliga-Hinrunde wurde er fast nur als Einwechselspieler berücksichtigt. Im Januar 2023 wurde er für den Rest der Saison an den türkischen Zweitligisten Göztepe Izmir ausgeliehen. Nach seiner Rückkehr wurde bekannt, dass der FCK ohne Çiftçi plant. Sein Vertrag wurde schließlich im August 2023 aufgelöst.
Im Anschluss an sein Engagement beim 1. FC Kaiserslautern unterschrieb Çiftçi einen bis Saisonende 2024 gültigen Vertrag beim türkischen Zweitligisten Tuzlaspor.

### Nationalmannschaft
Çiftçi entschied sich für eine Länderspielkarriere in den türkischen Nationalmannschaften und debütierte hier im August 2016 mit einem Einsatz für die türkische U19. Anschließend folgten weitere Einsätze für die U19 sowie für die türkische U21-Nationalmannschaft.